# خطة الحرب السوداء
كانت خطة الحرب السوداء إحدى خطط الحرب المرمزة بالألوان للولايات المتحدة، وهي خطة عسكرية أمريكية لمحاربة ألمانيا في أوائل القرن العشرين. النسخة الأكثر شهرة من هذه الخطة تم تصورها في عام 1910 كخطة للسيطرة على المستعمرات الألمانية في المحيط الهادئ، وتم تعديلها لاحقًا كخطة طوارئ خلال الحرب العالمية الأولى في حالة سقوط فرنسا ومحاولة الألمان الاستيلاء على الممتلكات الفرنسية في منطقة البحر الكاريبي أو شن هجوم على الساحل الشرقي. وكان من المقرر أن تقوم الولايات المتحدة بزرع الألغام وإرسال غواصات للقيام بدوريات في المواقع التي قد تسيطر عليها ألمانيا لتكون موطئ قدم لها في منطقة البحر الكاريبي. تم تعديل الخطة في عام 1916 لتركيز الأسطول البحري الأمريكي الرئيسي في نيو إنجلاند، ومن هناك الدفاع عن الولايات المتحدة في مواجهة البحرية الألمانية. وبعد هزيمة ألمانيا، فقدت الخطة أهميتها. 